# (469420) 2001 XP254
(469420) 2001 XP254 es un objeto transneptuniano descubierto el 10 de diciembre de 2001 por David C. Jewitt, Scott S. Sheppard y Jan Kleyna desde los Observatorios de Mauna Kea.

## Designación y nombre
Designado provisionalmente como 2001 XP254.

## Características orbitales
2001 XP254 está situado a una distancia media de 42,360 ua, pudiendo alejarse un máximo de 51,680 ua y acercarse un máximo de 33,041 ua. Tiene una excentricidad de 0,219 y la inclinación orbital 2,607 grados. Emplea 100703,42 días en completar una órbita alrededor del Sol.

## Características físicas
La magnitud absoluta de 2001 XP254 es 7,4.